# Seymour Papert

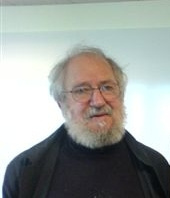
Seymour Papert in 2006

Seymour Aubrey Papert (Pretoria, 1 maart 1928 – Blue Hill (Maine), 31 juli 2016) was een in Zuid-Afrika geboren Amerikaanse wiskundige en psycholoog. Hij was hoogleraar wiskunde en pedagogie aan het Massachusetts Institute of Technology. Hij was een pionier in kunstmatige intelligentie en is het meest bekend geworden door de programmeertaal Logo, die hij samen met Wally Feurzeig ontwierp.

## Leven
Papert studeerde aan de Universiteit van Witwatersrand en behaalde daar in 1949 een Bachelor of Arts en in 1952 een PhD in de wiskunde. In 1959 behaalde hij nog een PhD in de wiskunde aan het St John's College van de Universiteit van Cambridge. Vervolgens werkte hij aan onder andere het Institut Henri Poincaré van de Universiteit van Parijs, de Universiteit van Genève en het National Physical Laboratory in Londen. In Genève werkte hij nauw samen met de pedagoog Jean Piaget aan de constructivistische theorie van het leren. Vanaf 1963 werkte hij aan het MIT, eerst als onderzoeker; in 1967 werd hij hoogleraar toegepaste wiskunde. Door oprichter Marvin Minsky werd hij benoemd tot mededirecteur van het Artificial Intelligence Lab, wat hij bleef tot 1981. Ook was hij Cecil en Ida Green-hoogleraar van educatie aan het MIT van 1974 tot 1981. Papert hield zich intensief bezig met het thema kinderen en computers, en ontwierp in 1968 de programmeertaal Logo.
In 1985 richtte hij samen met Nicholas Negroponte het MIT Media Lab op. Later werkte hij mee als adviseur aan het project van de 100-dollar-laptop voor scholieren.

## Publicaties
Vanaf de jaren 1970 schreef hij artikelen en boeken over opvoeding, leren, denken, kunstmatige intelligentie en wiskunde.   
Zijn boek Mindstorms (1980) is ook in het Nederlands vertaald onder de titel Computers en kinderen (Uitgeverij Bert Bakker, 1984). Hierin besprak hij onder meer de programmeertaal Logo en zijn ideeën over de rol die de computer in het onderwijs zou moeten spelen. In een nawoord bij de Nederlandse uitgave valt te lezen hoe het boek en Logo in die tijd in Nederland zijn ontvangen met daarbij een literatuurlijst.  